# Gabriel Rasch
Gabriel Rasch (Ringerike, 8 de abril de 1976) es un ciclista noruega que pasó a profesional en el año 2002 en el equipo de su país el Team Krone. 
Se retiró como ciclista profesional el 13 de abril de 2014 al acabar la París-Roubaix. Sin embargo, siguió perteneciendo al personal técnico de su último equipo, el Team Sky.

## Palmarés
2001
- 2.º en el Campeonato de Noruega en Ruta

2003
- Campeonato de Noruega en Ruta

2006
- Ringerike G. P.
- Grand Prix Möbel Alvisse

2007
- Rhône-Alpes Isère Tour, más 1 etapa

2011
- Ringerike G. P.

## Resultados en Grandes Vueltas y Campeonatos del Mundo
| Carrera         | Carrera         | 2002 | 2003 | 2004 | 2005 | 2006  | 2007 | 2008 | 2009  | 2010 | 2011 | 2012  | 2013 |
| --------------- | --------------- | ---- | ---- | ---- | ---- | ----- | ---- | ---- | ----- | ---- | ---- | ----- | ---- |
|                 | Giro de Italia  | —    | —    | —    | —    | —     | —    | —    | —     | Ab.  | —    | 151.º | —    |
|                 | Tour de Francia | —    | —    | —    | —    | —     | —    | —    | —     | —    | —    | —     | —    |
|                 | Vuelta a España | —    | —    | —    | —    | —     | —    | 86.º | 101.º | —    | —    | 118.º | —    |
| Mundial en Ruta | Mundial en Ruta | —    | —    | —    | —    | 113.º | —    | —    | 87.º  | —    | 47.º | Ab.   | —    |

—: no participa
Ab.: abandono